# Armadillo (lejr)
 For alternative betydninger, se Armadillo. (Se også artikler, som begynder med Armadillo)
31°53′41″N 64°42′0″Ø / 31.89472°N 64.70000°Ø
Armadillo var til tider navnet på en forpost tilhørende ISAF i Helmand-provinsen i Afghanistan. Danske forsvarsstyrker var ind imellem tilknyttet forposten. Den blev omdøbt til "Budwan" i 2010, inden den blev revet ned og forladt i 2011.

## Ref.
1. ↑  http://forsvaret.dk/LG/Nyt%20og%20Presse/Nyheder/Pages/Baserfårafghanskenavne.aspx

| Militær | Spire Denne artikel om militær er en spire som bør udbygges. Du er velkommen til at hjælpe Wikipedia ved at udvide den. |